# Óscar Rodríguez Maradiaga
Óscar Andrés Rodríguez Maradiaga, S.D.B. (Tegucigalpa, 29 de dezembro de 1942) é um religioso salesiano hondurenho, cardeal-arcebispo emérito de Tegucigalpa.

## Biografia
Fez o ensino fundamental e médio no "Instituto San Miguel" salesiano de Tegucigalpa, depois do qual ingressou na Pia Sociedade de São Francisco de Sales quando foi enviado a El Salvador para iniciar sua formação salesiana. Fez sua profissão solene em 3 de maio de 1961, realizando seu doutorado em filosofia no Instituto “Don Rua” de San Salvador. Posteriormente, estudou no Pontifício Ateneu Salesiano de Roma (doutorado em teologia); na Academia Alfonsiana de Teologia Moral (incorporada ao corpo docente da Pontifícia Universidade Lateranense em 1960), Roma (doutorado em teologia moral); na Universidade de Innsbruck, Innsbruck, Áustria (diploma em psicologia clínica e psicoterapia). No Conservatório de San Salvador, estudou piano; e estudou harmonia e composição musical na Guatemala e em Newton, Nova Jérsei, Estados Unidos. Além do espanhol, ele fala inglês, francês, italiano, alemão e português.
Recebeu a ordenação presbiteral no dia 28 de junho de 1970, pelas mãos de Dom Girolamo Prigione, arcebispo-titular de Lauriaco, núncio apostólico na Guatemala e em El Salvador. Foi professor de várias disciplinas em diversas instituições de educação salesianas.
Foi eleito bispo-titular de Pudenciana e nomeado bispo-auxiliar de Tegucigalpa em 28 de outubro de 1978, sendo ordenado no dia 8 de dezembro, pelas mãos de Dom Gabriel Montalvo Higuera, arcebispo-titular de Celene, núncio em Honduras, tendo como co-sagrantes Dom Héctor Enrique Santos Hernández, SDB, arcebispo de Tegucigalpa e Miguel Obando Bravo SDB, arcebispo de Manágua. Foi promovido a Sé Metropolitana de Tegucigalpa em 8 de janeiro de 1993. Tornou-se o Secretário-geral do Conselho Episcopal Latino-Americano (CELAM) entre os anos de 1987 e 1991 e seu presidente, entre 1995 e 1999.
Foi criado cardeal no Consistório de 21 de fevereiro de 2001, presidido por João Paulo II, recebendo o barrete vermelho e o título de cardeal-presbítero de Santa Maria da Esperança. Entre 2007 e 2015 foi o Presidente da Cáritas Internacional.
Durante o Golpe de Estado de 2009, contra o mandatário José Manuel Zelaya Rosales, Rodríguez Maradiaga se colocou a favor do governo de facto. O cardeal apareceu nas mídias para dar seu respaldo às novas autoridades e assegurar que "os três poderes do Estado, Executivo, Legislativo e Judiciário, estavam em vigor legal e democrático de acordo com a Constituição da República".
Outra controvérsia foi quando o Papa Francisco ordenou uma investigação na Igreja de Honduras, depois que uma revista italiana acusou ao cardeal hondurenho de ter cobrado durante anos grandes somas de dinheiro de uma universidade católica. “Houve uma investigação ordenada pelo mesmo Santo Padre”, afirmou num comunicado o porta-voz da Sala de Imprensa da Santa Sé, Greg Burke, sem oferecer detalhes. Segundo a revista L'Espresso, do La Repubblica, o influente cardeal centro-americano recebeu durante anos “meio milhão de euros anuais da Universidad Católica de Tegucigalpa”. A publicação afirma que o Papa Francisco foi informado e ordenou uma investigação.
Atualmente, é o coordenador do Conselho de Cardeais para ajudar o Santo Padre no governo da Igreja Universal e para estudar um projeto de revisão da constituição apostólica Pastor Bonus na Cúria Romana e membro da Congregação para a Educação Católica, da Pontifícia Comissão para a América Latina, da Congregação para os Institutos de Vida Consagrada e as Sociedades de Vida Apostólica e da Congregação para o Clero.
Teve sua renúncia aceita pelo Papa Francisco em 26 de janeiro de 2023.

## Conclaves
- Conclave de 2005 - participou da eleição do Papa Bento XVI.
- Conclave de 2013 - participou da eleição do Papa Francisco.